# Fleury-les-Aubrais
Fleury-les-Aubrais je severno predmestje Orléansa in občina v osrednjem francoskem departmaju Loiret regije Center. Leta 1999 je naselje imelo 20.690 prebivalcev.

## Geografija
Naselje leži na severnem obrobju Orléansa; je njegovo največje predmestje. Zahodno od njega se nahaja Orléanski gozd.

## Administracija
Fleury-les-Aubrais je sedež istoimenskega kantona, v katerega je poleg njegove vključena še občina Chanteau z 21.826 prebivalci. Kanton je sestavni del okrožja Orléans.

## Pobratena mesta
- Formia (Italija),
- Gračanica (Bosna in Hercegovina).